# Rivière Durfort
Rivière Durfort är ett vattendrag i Kanada.   Det ligger i provinsen Québec, i den östra delen av landet, 600 km nordost om huvudstaden Ottawa. Rivière Durfort ligger vid sjön Lac de la Petite Nyctale.
I omgivningarna runt Rivière Durfort växer i huvudsak barrskog. Trakten runt Rivière Durfort är nära nog obefolkad, med mindre än två invånare per kvadratkilometer.